# BPM 37093
BPM 37093 — переменная звезда, пульсирующий белый карлик, с водородной атмосферой и необычно высокой массой: примерно в 1,1 раза больше массы Солнца. Она находится примерно в 50 световых лет от Земли в созвездии Центавра и пульсирует; эти пульсации вызывают изменение её светимости. Как и другие белые карлики, BPM 37093, как полагают, состоит в основном из углерода и кислорода, которые создаются путём термоядерного слияния ядер гелия во время тройной гелиевой реакции.
В 1960 году было предсказано, что, поскольку белый карлик охлаждается, его вещество должно кристаллизоваться начиная с центра. Когда звезда пульсирует, наблюдение за её пульсацией даёт информацию о её структуре. BPM 37093 впервые была обнаружена как пульсирующая переменная звезда в 1992 году, и в 1995 году было отмечено, что это даёт возможность проверить теорию кристаллизации. В 2004 году Антонио Канаан с группой исследователей оценил на основе астросейсмологических наблюдений, что около 90 % от массы BPM 37093 выкристаллизовалась. Другая работа оценивает кристаллизовавшуюся массовую долю от 32 % и 82 %. По любой из этих оценок общая кристаллическая масса составляет более 5×5×10⋅1029 кг. Кристаллизация вещества белого карлика такого типа, как полагают, приведёт к созданию объёмно-центрированной кубической решётки углерода и/или ядра кислорода, которые окружены электронами Ферми-жидкости.

## Интересные факты
- Звезда имеет собственное имя — Люси (Lucy), данное ей в честь композиции The Beatles «Lucy in the Sky with Diamonds». Такое имя ей дано в связи с тем, что фактически бо́льшая часть звезды представляет собой огромной величины алмаз[8].